# Maán kormányzóság

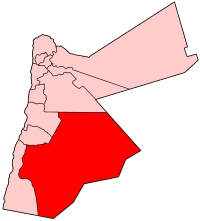
Maán kormányzóság elhelyezkedése Jordánián belül

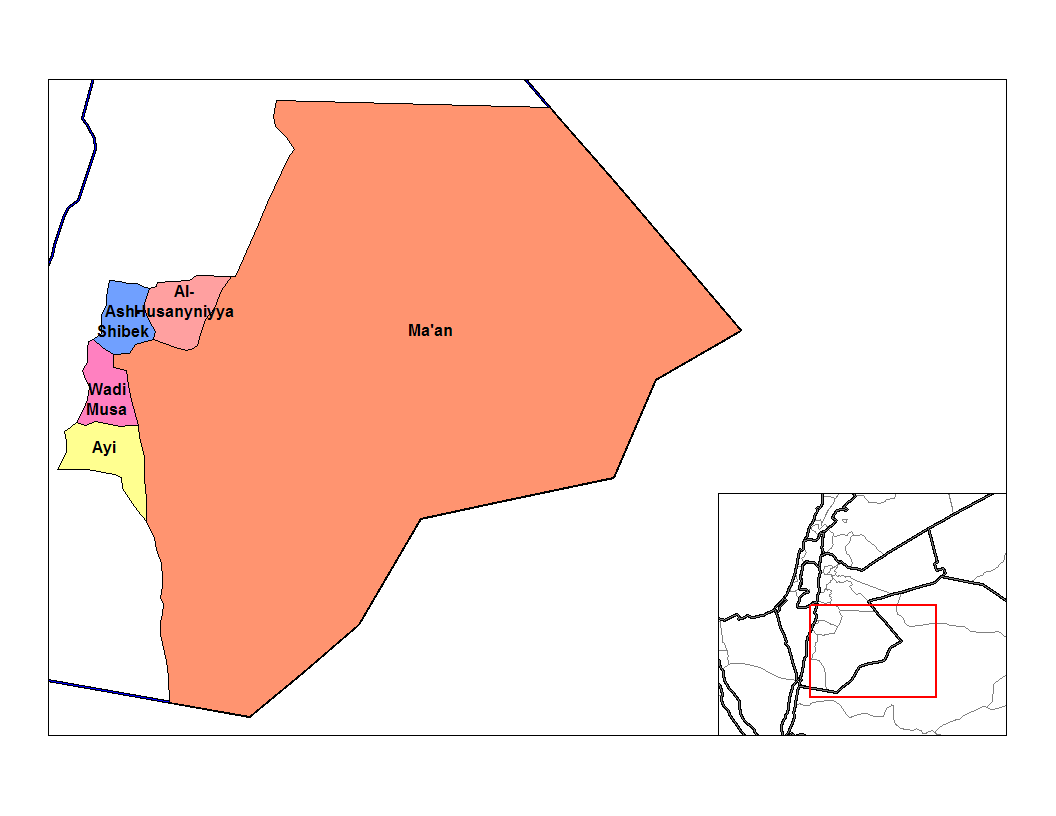
A tartomány körzetei (2001 óta Ajj Maán része, Vádi Múszát pedig Petrának nevezik a híres romvárosról)

Maán kormányzóság (arabul محافظة معان [Muḥāfaẓat al-Maʿān]) Jordánia tizenkét kormányzóságának legnagyobbika. Az ország délkeleti részén fekszik. Északon a Főváros, keleten és délen Szaúd-Arábia, délnyugaton el-Akaba, északnyugaton pedig et-Tafíla és el-Karak kormányzóság határolja. Székhelye Maán városa. Területe 33 163 km², népessége 103 918 fő. Területe négy körzetre (livá) oszlik (el-Huszajnijja, Maán, Petra, es-Saubak).